# Овчинников, Дмитрий Романович
Дмитрий Романович Овчинников (род. 19 августа 2002, Чита) — российский хоккеист, нападающий.

## Биография
Начинал играть в хоккей в читинской «Мечте». С 2014 года — в новосибирской «Сибири». С сезона 2018/19 — игрок команды МХЛ «Сибирские снайперы». В следующем сезоне дебютировал в КХЛ, сыграв 25 и 26 февраля в двух домашних матчах «Сибири». В двух следующих сезонах провёл в сумме 33 игры в КХЛ. 18 февраля 2022 года подписал трёхлетний контракт новичка с клубом НХЛ «Торонто Мейпл Лифс», который выбрал Овчинникова на драфте 2020 года в 5-м раунде под общим 137-м номером.
Посчитав, что главный тренер «Сибири» Андрей Мартемьянов не даёт ему достаточно игрового времени, Овчинников после подписания контракта с «Торонто» уехал выступать за его фарм-клуб «Торонто Марлис» из АХЛ. 19 августа 2022 года подписал двусторонний однолетний контракт с «Сибирью», где и провёл сезон на правах аренды, набрал 13 (5+8) очков при полезности «плюс 7» в 68 матчах. В марте 2023 года расторг соглашение с новосибирским клубом и отправился в расположение «Торонто». В сезоне 2023/24 набрал 10 (7+3) очков в 20 играх за «Марлис», в том числе оформил хет-трик в матче регулярного чемпионата с «Гранд-Рапидс Гриффинс» (7:3). В марте 2024 года «Торонто» обменял  Овчинникова в «Миннесота Уайлд».
20 мая 2024 года «Сибирь» объявила о подписании однолетнего контракта с Овчинниковым. 17 августа на предсезонном турнире во время товарищеского матча с «Югрой» получил повреждение плеча и выбыл на три месяца. Вернулся в состав 9 октября в матче с «Ладой». 20 декабря 2024 года «Сибирь» объявила о расторжении контракта с Овчинниковым.
29 декабря 2024 года новокузнецкий «Металлург» объявил о подписании контракта с Овчинниковым.

## Статистика выступлений
| Легенда | Легенда                    | Легенда | Легенда                   | Легенда | Легенда    |
| ------- | -------------------------- | ------- | ------------------------- | ------- | ---------- |
| И       | Количество проведённых игр | Штр     | Штрафное время            | +/−     | Плюс-минус |
| Г       | Голы                       | П       | Голевые передачи          | О       | Очки       |
| -       | Статистика неизвестна      | —       | Статистика не учитывалась |         |            |